# Phoxomeloides gedyei
Phoxomeloides gedyei är en skalbaggsart som beskrevs av Schein 1956. Phoxomeloides gedyei ingår i släktet Phoxomeloides och familjen Cetoniidae. Inga underarter finns listade i Catalogue of Life.